# Integrazione socio-sanitaria
L'integrazione socio-sanitaria «è pensata come la necessità di un coordinamento tra servizi sociali e sanitari pubblici o al massimo in convenzione con il pubblico, e quindi può essere ricondotta al buon funzionamento dei servizi da un punto di vista tecnico e organizzativo».

## Integrazione e frammentazione
Le professioni impegnate nell'integrazione socio-sanitaria si trovano dinanzi a un duplice impegno: da una parte, devono affrontare le sfide imposte dall'aumento della domanda sociale delle nuove povertà, dall'altra devono opporsi alla drastica frammentazione dell'offerta di servizi imposta dalle amministrazioni pubbliche che subiscono le conseguenze finanziarie della particolare congiuntura economica.
Secondo Brian Hardy, la frammentazione dei servizi ha un impatto negativo sulla soddisfazione dell'utenza. In questo modo, gli enti locali cercano di bilanciare meglio domanda e offerta di servizi, ad esempio, riducendo il periodo di degenza e aumentando le allocazioni e le prestazioni domiciliari, il che non influisce sul mutamento nel sistema sanitario in quanto si sceglie di differenziare l'offerta, mentre aumenta la domanda dei servizi di assistenza domiciliare.
Le conseguenze della frammentazione implicano: 
- scissione tra prevenzione e riabilitazione, con l'aggravante del problema delle liste d'attesa (ad esempio, i trasporti dal proprio domicilio all'ospedale sono un costo a carico dell'utente che si aggiunge al tempo impiegato per accodarsi alla fila); 
- divaricazione fra cure ambulatoriali e quelle specialistiche; 
- modelli di finanziamento diversificati (ad esempio, i requisiti Isee per accedere a determinate prestazioni); 
- talune problematiche che incrementano la domanda di salute, ma non soddisfano il bisogno della popolazione (ad esempio, l'ipocondria e i frequenti rientri in ospedale); 
- distanze logistiche proibitive (ad esempio, i centri diagnostici possono trovarsi a distanza di svariati chilometri rispetto al medico di famiglia); 
- differenti sistemi di accertamento della qualità, in quanto sussistono diversi sistemi normativi.
Un sistema integrato, in cui si incontrano sia la dimensione sociale che quella sanitaria, secondo Jaques Elliott, deve comprendere le seguenti categorie: medicina generale e specialistica, sostegno economico e psicologico, istruzione e formazione, prevenzione e promozione della salute, criminologia e devianza. Nella sanità, ad esempio, sono contemplate le specializzazioni fin dal percorso formativo (per es. odontoiatria, fisioterapia, ecc.) che non trova riscontri nelle scienze del servizio sociale, dove invece vige una forma di auto-selezione; in altre parole, il candidato sceglie autonomamente in quale settore lavorare (minori, anziani, tossicodipendenze, ecc.) indipendentemente dal titolo di studio conseguito.
Il termine “integrazione” affonda le radici nello schema AGIL di Talcott Parsons (1902-1979), secondo cui la cura della salute è un dovere innanzitutto della società civile mentre alle strutture istituzionali spetta solo un ruolo residuale. In questi termini, l'attività principale è quella di prevenzione e di intervento di sostegno alle reti affettive e relazionali. Si tratta di un modello che conferisce ampio significato alla multi-dimensionalità del benessere inteso non solo come spazio clinico, bensì come integrazione dei diversi mondi vitali quotidiani:
| Attore     | Attore          |
| ---------- | --------------- |
| A Mercato  | G Stato         |
| L Famiglia | I Terzo Settore |

Al di là delle radici ideologiche, che sembrano più riconducibili al modello di Talcott Parsons, gli sviluppi di Antonio Scaglia tracciano una duplice posizione dell'integrazione in relazione a due fattori:
- visione dualistica: la partecipazione prevale sul consenso ai fini dell'estensione della base democratica ma col limite della regolazione dello spazio intimo; 
- visione pluralista: il consenso prevale sulla partecipazione a vantaggio dell'influenza della classe politica e della supremazia istituzionale, sebbene «il consenso non elimina il conflitto e lo costringe a forme alternative socialmente approvate».

## Tipi di integrazione
I livelli della integrazione sono tre: istituzionale, gestionale e professionale. Il livello istituzionale fa riferimento alle norme che regolano il settore e ai soggetti entrano nella realizzazione delle attività. Il livello gestionale fa riferimento all'organizzazione dei servizi socio-sanitari e ai rapporti che subentrano tra questi attori che dovrebbero essere coerenti coi principi etico-sociali perché ci sono alcuni fattori che sembrano favorirla così come ci sono quelli che tendono a rallentarla. Il terzo livello si riferisce alle interazioni che intervengono tra operatori di sistemi sanitari e sociali. Questi livelli non possono essere presi in maniera asettica cioè non è pensabile che il livello gestionale agisca indipendentemente da quello professionale, quindi comprendente l'integrazione socio-sanitaria significa assumere il punto di vista che si cela dietro il ruolo di regia.
| Integrazione istituzionale       | Integrazione gestionale                                                     | Integrazione professionale                               |
| -------------------------------- | --------------------------------------------------------------------------- | -------------------------------------------------------- |
| Dipartimento istruzione          | gestione risorse umane, orientamento, pari opportunità, politiche giovanili | insegnante, educatore, dirigente, sociologo              |
| Dipartimento politiche sanitarie | pianificazione socio-sanitaria, organizzazione e qualità                    | assistente sociale, medico, infermiere, alcologo         |
| Dipartimento sicurezza           | prevenzione, trattamento, monitoraggio                                      | giudice, magistrato, consulente, operatore penitenziario |

## Applicazioni pratiche dell'integrazione socio-sanitaria
Nel 1989 nel comune di Laives (BZ) è stato avviato il primo progetto di educazione domiciliare che ha coinvolto trentaquattro minori a rischio individuati dal servizio sociale territoriale e inseriti in piani individuali e affidati a un pedagogo che si occupa di favorire e sostenere la funzione genitoriale e il suo naturale sviluppo. L'analisi preliminare aveva evidenziato che le famiglie d'origine vivevano in situazioni d'isolamento sociale. I risultati del progetto, durato circa un anno, hanno dimostrato che la presenza continuata di un educatore presso la famiglia d'origine contribuisce alla prevenzione dell'abuso, soddisfacendo il principio secondo cui «è nella famiglia d'origine che il disagio dei minori e le difficoltà educative si manifestano ed è alla famiglia che occorre restituirlo».

## Questioni aperte sull'integrazione socio-sanitaria
Il termine integrazione, secondo Elisabetta Neve, non dovrebbe essere confuso con integralismo. La prima occorrenza si accompagna al decentramento e al coinvolgimento del territorio, l'altra, invece, consiste nella «standardizzazione degli interventi» e si caratterizza per alcune tendenze istituzionalizzanti del passato. È anche vero, però, che la regolamentazione mal si adatta alla pianificazione primaria, che richiede ampi spazi d'iniziativa, spesso sostenuta da individui o gruppi di individui. Ad oggi, infatti, si assiste alla crescente competizione tra gruppi di partiti e gruppi d'opinione nelle comunità di valle così come in quelle metropolitane. Il conflitto sembra perpetrato dall'idea del laisser faire del libero mercato e dalla globalizzazione, allo stesso tempo la solidarietà non è sinonimo di staticità in quanto il mutamento è comunque un punto fermo dell'agenda dell'integrazione. Nelle valli il senso urbano viene a scomparire in favore del lessico rustico che vive nel paese, nella contrada, nelle frazioni, nella famiglia con predilezione per i valori tradizionali: per esempio, la ritualità del raccolto scandisce ancora il tempo degli abitanti in molte valli italiane.
Tanto nel panorama nazionale quanto in quello locale si assiste a un ritardo della integrazione socio-sanitaria che attualmente sopravvive grazie a due separate sfere d'influenza. Allo stesso modo ciò ha favorito la partecipazione sul versante sociale ma non su quello sanitario in cui vige ancora un sistema dominato dal ruolo politico.
L'azienda sanitaria locale, infatti, è un ente gestito dalla Regione che offre servizi e prestazioni a cittadini ed extracomunitari nel quadro prestabilito dei livelli essenziali di assistenza che si sviluppano su tre livelli: prestazioni a rilevanza sociale, prestazioni sociali a rilevanza sanitaria e prestazioni ad elevata integrazione sanitaria. L'assistenza ospedaliera comprende gli interventi di pronto soccorso e le acuzie per le quali non è contemplata l'assistenza domiciliare o residenziale. Tutte le altre tipologie di cure sono garantite dal distretto, dove agiscono, per ogni area funzionale, dei professionisti che vigilano sulla correttezza delle certificazioni e sulla costanza delle cure: per esempio, nell'area materno-infantile il responsabile è un pediatra di libera scelta. Per ogni distretto sono organizzate diverse Unità Territoriali di Base, le quali a loro volta si suddividono in Ambiti. Per ogni distretto è prevista una propria programmazione da svolgere di concerto col coordinamento provinciale, invece la pianificazione nelle Unità Territoriali di Base è posta in essere dai centri servizi.
Una delle difficoltà del raggiungimento dell'integrazione, dunque, è l'ente deputato ad assumere le decisioni relative all'organizzazione dei servizi: per i servizi sociali è il Comune, per quelli sanitari è la Regione. In alcuni casi, sussiste un vero e proprio conflitto di competenze come nel caso delle separazioni di coppia, laddove il tribunale per i minorenni è chiamato in causa solo allorquando si presenti una condotta pregiudizievole del soggetto.